# Hilfskrankenhaus

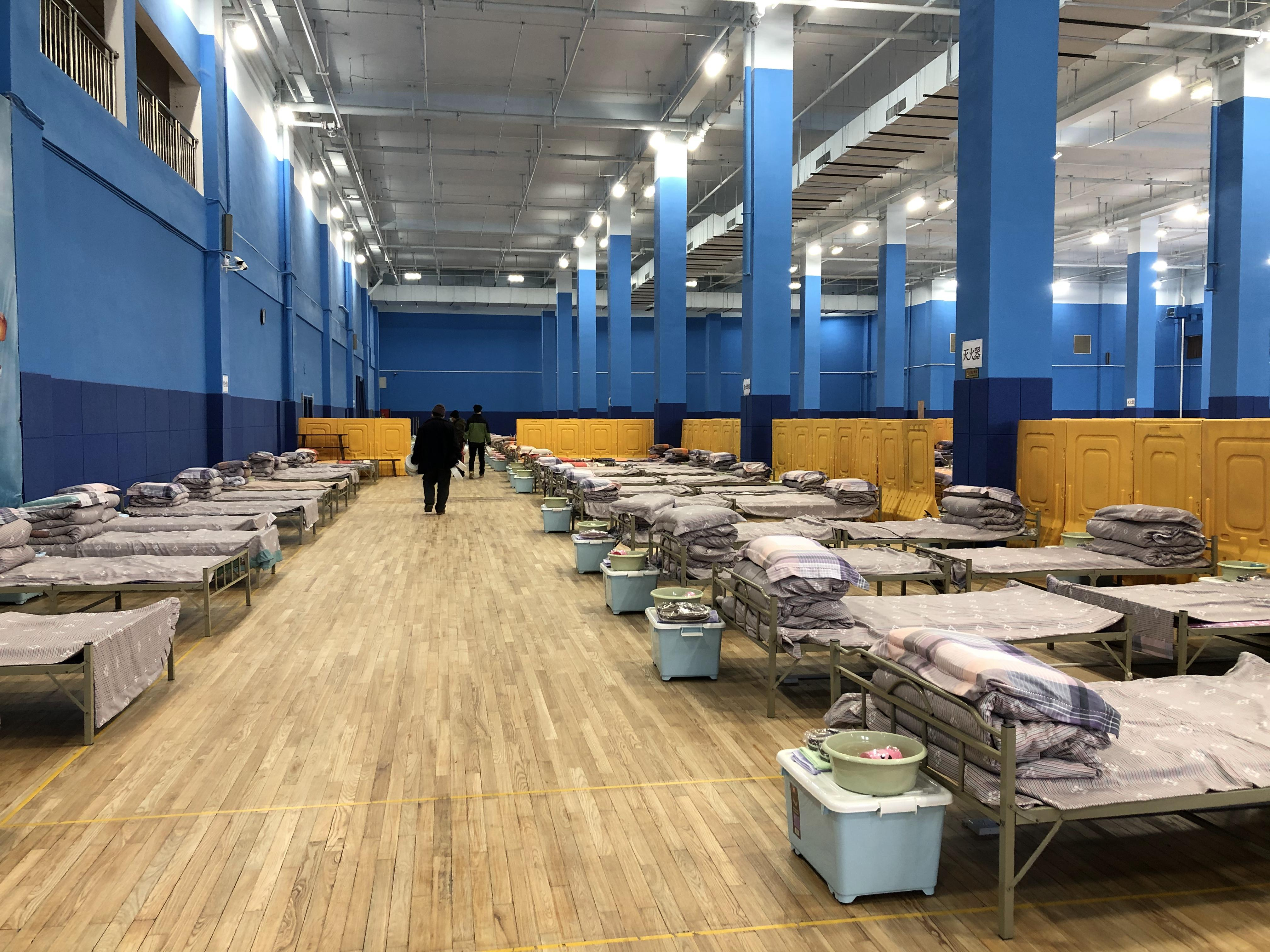
Provisorisches Hilfskrankenhaus in Wuhan, China im Februar 2020

Ein Hilfskrankenhaus (HKH) ist eine für besondere Notlagen vorgesehene Einrichtung zur stationären Krankenbehandlung. Es wird aktiviert, um zusätzliche Behandlungskapazitäten zur Verfügung zu stellen, wenn die Kapazitäten der normalen Einrichtungen zur medizinischen Versorgung überlastet sind. Dieser Fall kann aufgrund einer verringerten Kapazität des Gesundheitssystems durch Zerstörung der Infrastruktur, eines vermehrten Auftretens von Patienten oder einer Kombination aus beidem eintreten. Zu den möglichen Ursachen einer solchen Notlage zählen Kriege, Naturkatastrophen, Epidemien, Terrorangriffe oder Reaktorunfälle.
Ein in einem Schutzraum untergebrachtes Hilfskrankenhaus wird auch als Bunkerkrankenhaus bezeichnet. Umgangssprachlich werden besonders Hilfskrankenhäuser, die provisorisch bzw. erst nach Eintreten der Notlage errichtet wurden, gelegentlich Notkrankenhäuser genannt.

## Allgemeines
Allgemein kann zwischen Hilfskrankenhäusern unterschieden werden, die mobil sind und nur temporär im Falle einer Notlage aufgebaut werden, und solchen, die dauerhaft an einem bestimmten Standort errichtet werden und im Falle einer Notlage nur aktiviert werden müssen. Temporäre Krankenhäuser können z. B. in öffentlichen Gebäuden wie Turnhallen eingerichtet werden oder aus Sanitätszelten oder Containergebäuden auf einer Freifläche bestehen. Sie können aber auch auf Schiffen installiert werden, so können extra für diesen Zweck vorgesehene Hospitalschiffe prinzipiell als schwimmende Variante eines Hilfskrankenhauses angesehen werden.
Eine Abgrenzung zu Einrichtungen wie Unfallhilfsstellen oder Behandlungsplätzen des Katastrophenschutzes und deren militärischer Entsprechung, den Feldlazaretten, könnte dadurch erfolgen, dass diese lediglich zur Erstversorgung von Patienten vorgesehen sind, die weitere Behandlung jedoch in einem herkömmlichen Krankenhaus erfolgt. Dagegen ist in Hilfskrankenhäusern auch eine stationäre Aufnahme von Patienten möglich.

## Hilfskrankenhäuser im Kalten Krieg

### Bundesrepublik Deutschland und West-Berlin

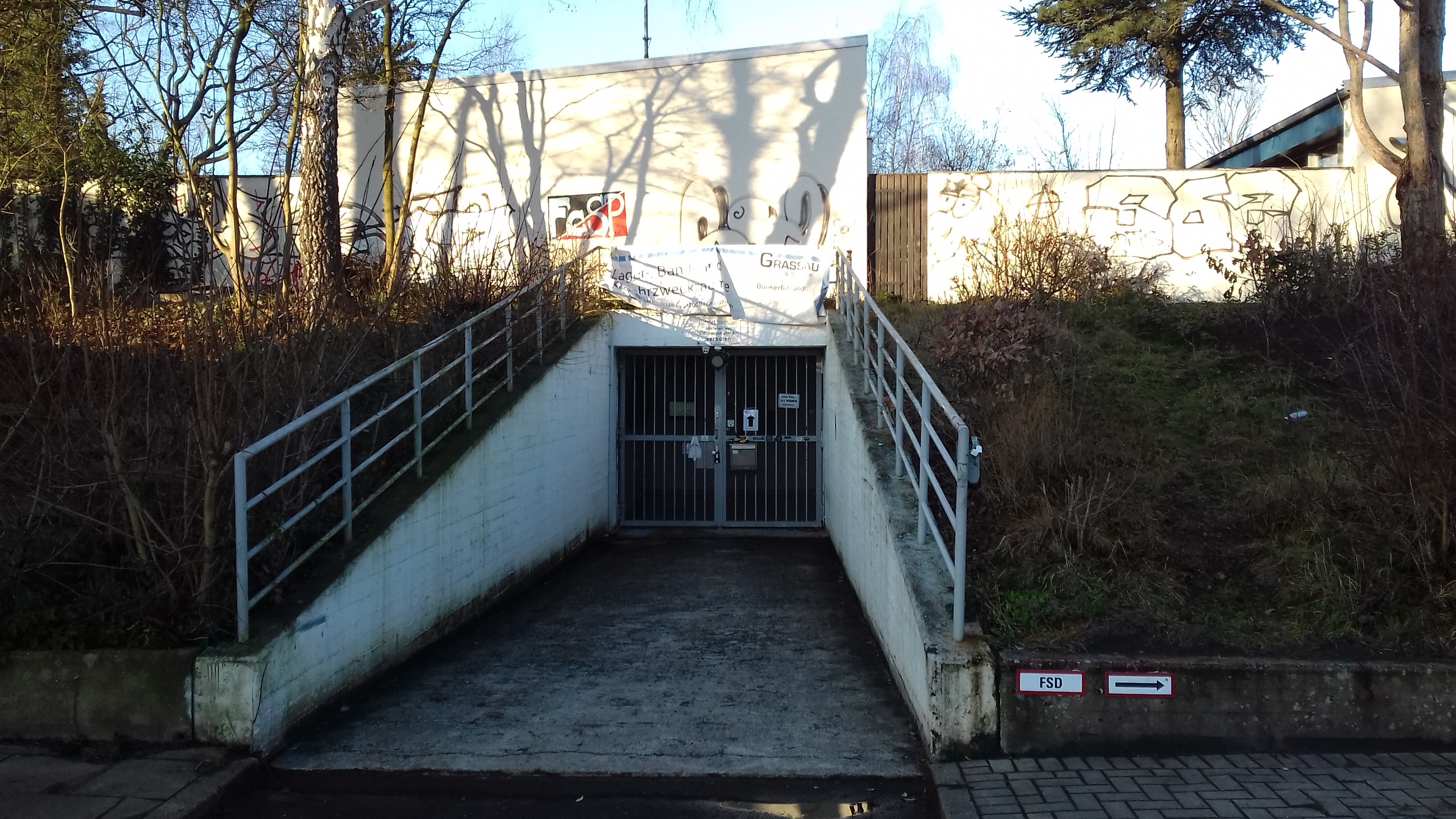
Zugang zum Hilfskrankenhaus Wedel

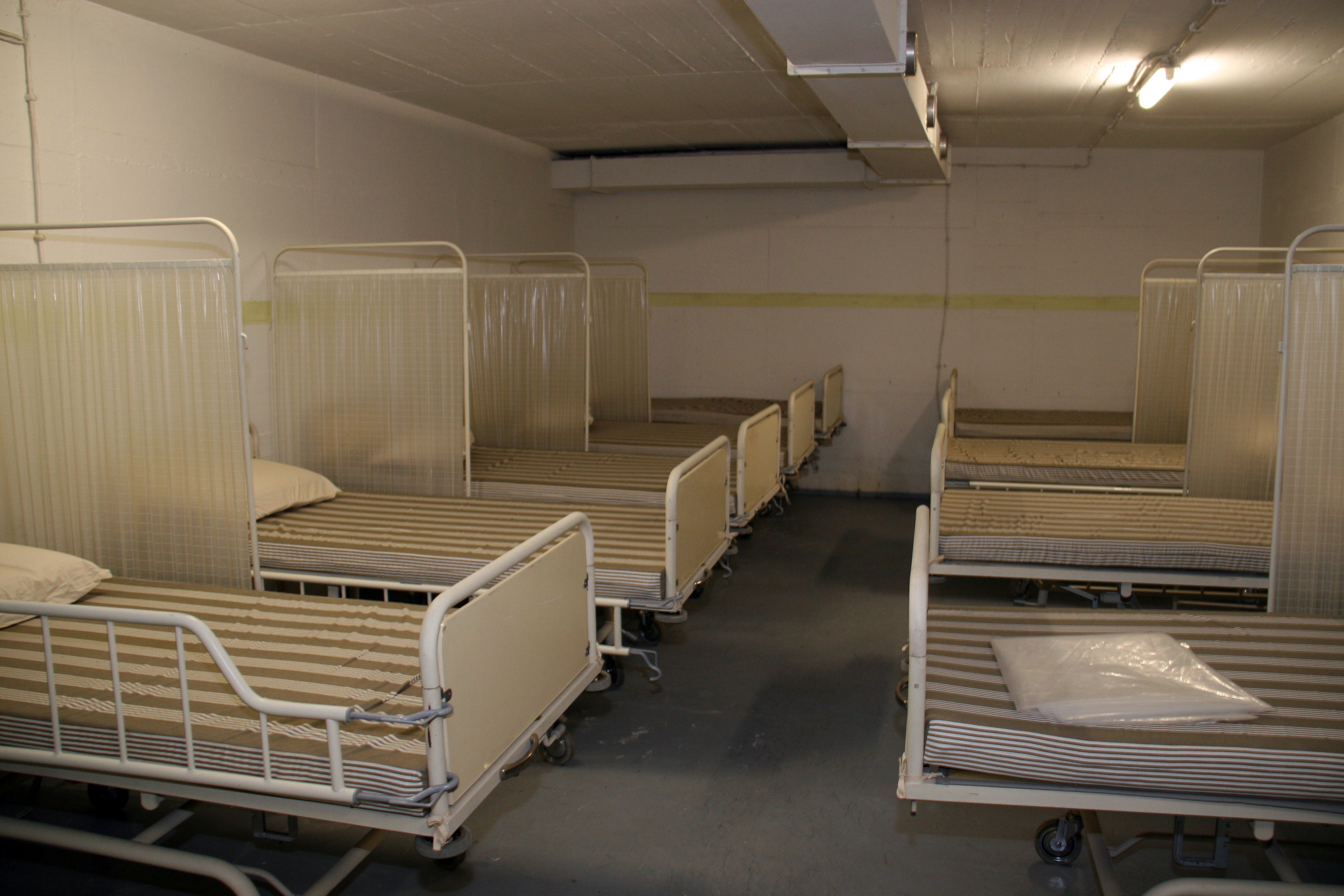
Aufwachraum eines Hilfskrankenhauses in Gunzenhausen

Im Jahr 1957 wurde in der Bundesrepublik Deutschland ein Erstes Gesetz über Maßnahmen zum Schutz der Zivilbevölkerung erlassen. Auf Grundlage dieses Gesetzes wurden seit dem Jahr 1958 angesichts der militärischen Bedrohungslage des Kalten Krieges und des damit einhergehenden nuklearen Wettrüstens Hilfskrankenhäuser von den Zivilschutzbehörden der Bundesländer für den Kriegsfall oder vergleichbare zivile Katastrophen errichtet. Baukosten, Unterhalt und die Kosten für die Bevorratung von Verbandsmaterialien und Medikamenten trug der Bund.
Nach Angaben der Bundesregierung gab es im Bundesgebiet insgesamt 160 Einrichtungen, darunter 22 voll ausgestattete Krankenhäuser in unterirdischen Bunkeranlagen. Abweichend von dieser Aussage gab es Mitte der 1980er-Jahre in der Bundesrepublik 221 sogenannte Hilfskrankenhäuser, 44 Einrichtungen allein in Bayern. Jeder Einrichtung war ein Akutkrankenhaus als Stammkrankenhaus zugeordnet, welches im Ernstfall Ärzte und Pflegekräfte zum Betrieb abgestellt hätte. § 4 Abs. 1 Nr. 5, § 2 Nr. 2 und Nr. 3 des Arbeitssicherstellungsgesetzes ermöglichen es, zur Sicherstellung der Arbeitsleistungen in Krankenanstalten und anderen Einrichtungen, in denen pflegebedürftige Personen betreut werden, Wehrpflichtige und Frauen in ein entsprechendes Arbeitsverhältnis zu verpflichten.
Bei einer sich abzeichnenden militärischen Eskalation (Spannungsfall) oder wenn durch andere Gründe die Kapazität der normalen Krankenhäuser nicht mehr ausgereicht hätte, wären die Hilfskrankenhäuser in Betrieb genommen worden. Sie wurden häufig teilweise oder vollständig in Schutzräumen untergebracht bzw. waren von Anfang an als OP-Bunker konzipiert. Im Ernstfall hätten sie damit z. B. Schutz vor Trümmern und radioaktivem Niederschlag, nicht aber vor einem direkten Atombombentreffer geboten.

#### Beispiele

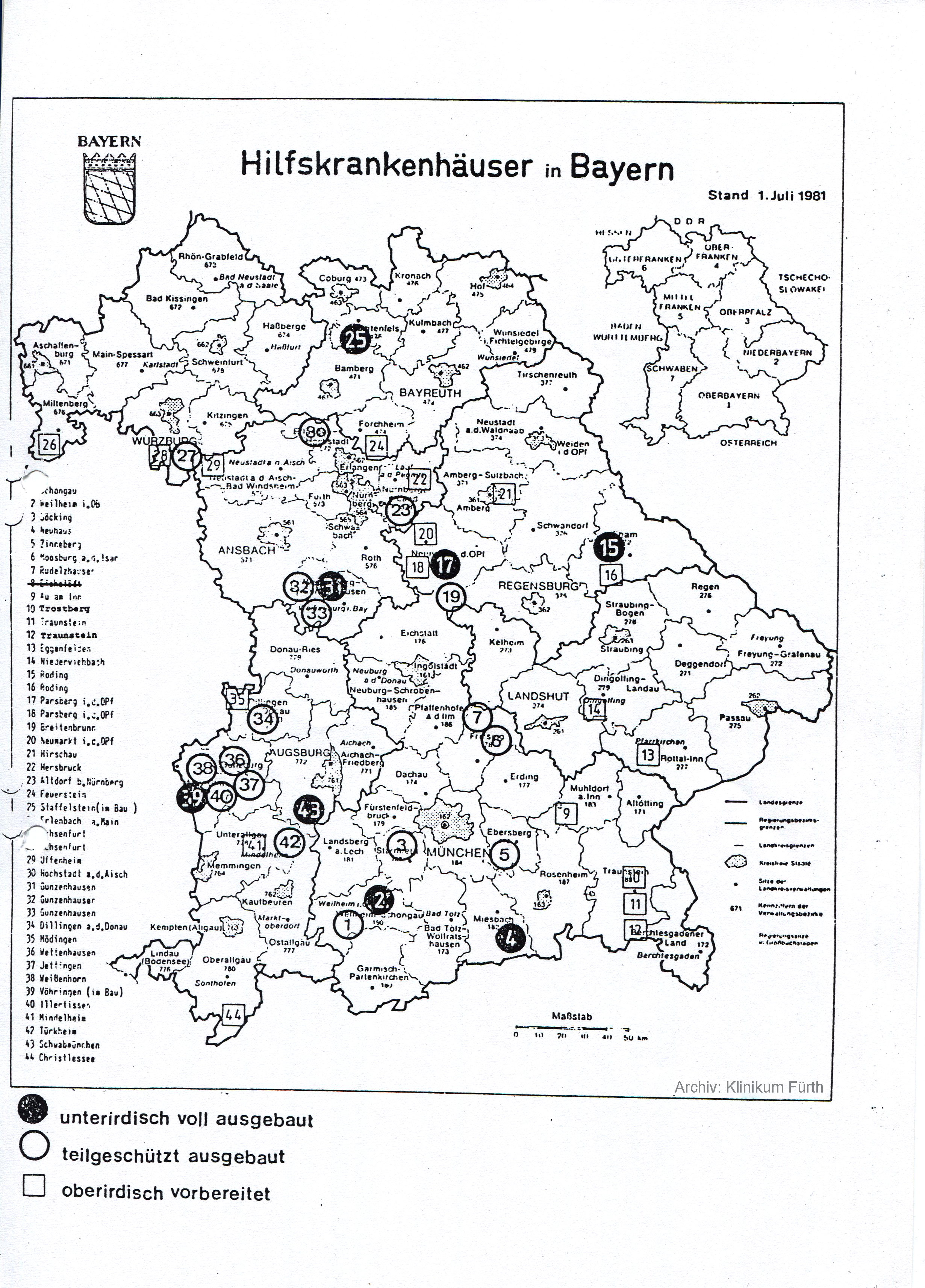
Hilfskrankenhäuser in Bayern, Stand 1981

In Bayern gab es 44 Hilfskrankenhäuser. Ein großer Standort war Gunzenhausen mit drei Krankenhausanlagen für insgesamt rund 1400 Personen.
Der Hochbunker Heckeshorn in West-Berlin wurde als Hilfskrankenhaus ausgebaut.
In Hessen befand sich ein Hilfskrankenhaus in Kassel am Standort der dortigen Landesfeuerwehrschule.

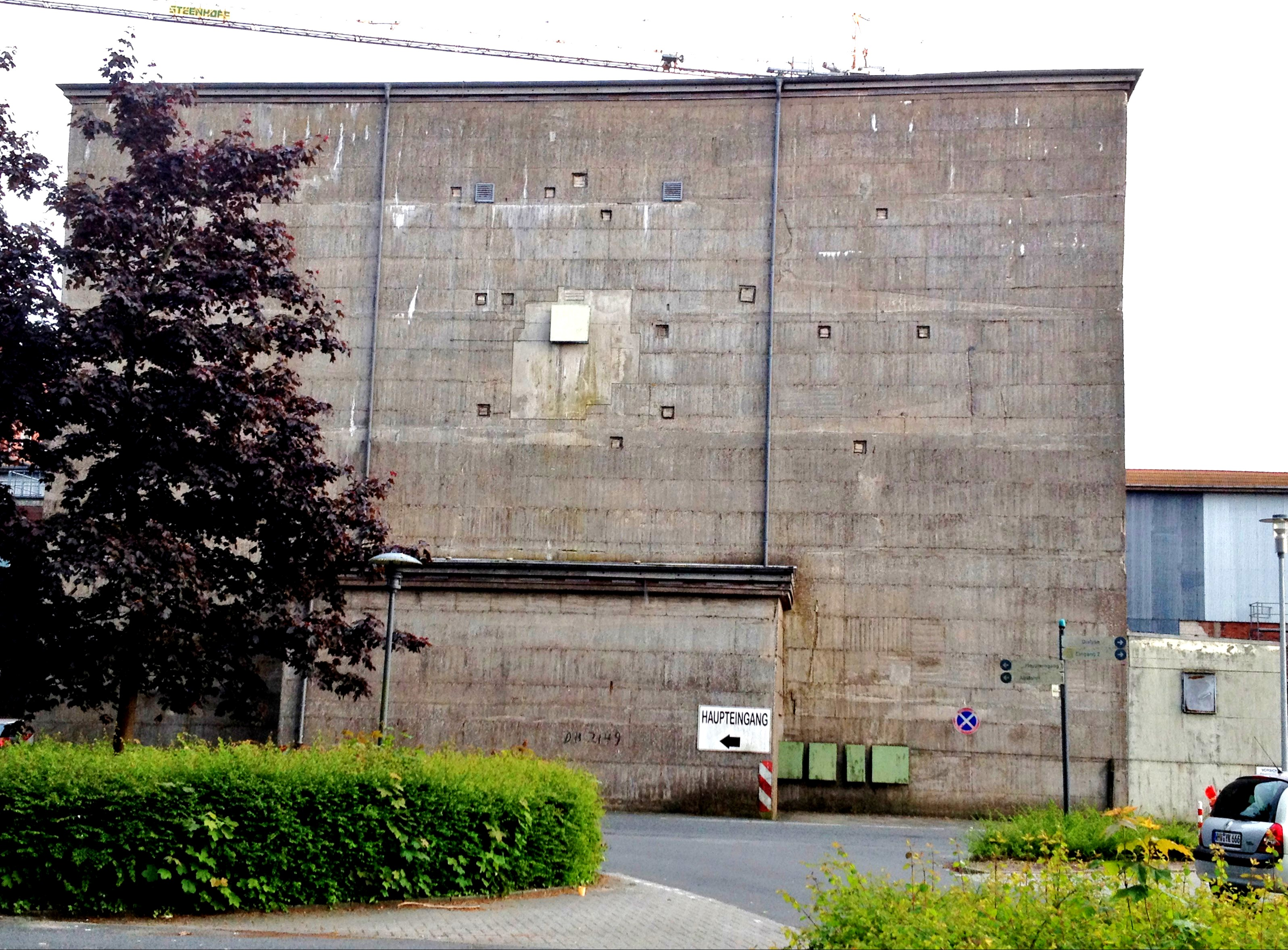
Bunker des Nordwest-Krankenhauses Sanderbusch

Niedersachsen verfügte über 9 komplett unterirdisch realisierte Hilfskrankenhäuser. Die Standorte sind Bad Bederkesa, Bad Bentheim, Dissen a.T.W. (Hilfskrankenhaus Dissen), Lüneburg (Hilfskrankenhaus Oedeme), Oldenburg (Hilfskrankenhaus Oldenburg), Stade, Syke, Walsrode und Zeven. Ein weiteres Hilfskrankenhaus befindet sich in einem oberirdischen Bunker beim Nordwest-Krankenhaus Sanderbusch.
Beispiele für Hilfskrankenhäuser in Nordrhein-Westfalen sind das Hilfskrankenhaus Aldenhoven und das Hilfskrankenhaus Bonn-Beuel. Das St. Franziskus-Hospital Münster verfügte über einen als Hilfskrankenhaus ausgerüsteten Hochbunker.
In Schleswig-Holstein existierten unterirdische Hilfskrankenhäuser in Plön, St. Michaelisdonn und Wedel (Hilfskrankenhaus Wedel). Das Hilfskrankenhaus Oldenburg in Holstein wurde nach Ende des Kalten Krieges in den 1990er-Jahren nicht mehr vollständig ausgerüstet.

#### Stilllegung und heutige Situation
Wegen der verringerten Gefährdungslage nach Ende des Kalten Krieges wurde das deutsche Zivilschutzgesetz mehrfach novelliert und dabei seit 1990 unter anderem die Hilfskrankenhäuser nach und nach stillgelegt. Die meist unter Schulen oder Verwaltungsgebäuden gelegenen Bunkeranlagen werden entweder weiter als Schutzräume vom Bundesamt für Bevölkerungsschutz und Katastrophenhilfe (BBK) unterhalten oder wurden an die zuständige Kommune abgegeben. Die medizinische Ausrüstung wurde als Spende in Krisengebiete verschickt.
Gemäß BBK wären die Hilfskrankenhäuser heute nicht mehr reaktivierbar und es lägen seitens des Bundes auch keine Konzepte zur Einrichtung von temporären Hilfskrankenhäusern vor. Für ein mögliches Kriegsereignis sei vorgesehen, die bestehenden Krankenhäuser vor Ort zu unterstützen und zu erweitern und dadurch zusätzliche Kapazitäten innerhalb des bestehenden Gesundheitssystems aufzubauen. Außerdem wird im Zivil- und Katastrophenschutz, zusammengefasst mittlerweile als Bevölkerungsschutz bezeichnet, heute auf andere Konzepte, wie die Medizinischen Task Forces gesetzt. Der Sanitätsdienst der Bundeswehr verfügt mit den Modularen Sanitätseinrichtungen an Land und den Marineeinsatzrettungszentren auf den Versorgungsschiffen der Berlin-Klasse über mobile Behandlungseinrichtungen, die auch begrenzt Patienten stationär aufnehmen können.

### Deutsche Demokratische Republik
In der DDR gab es ebenfalls das Konzept, bestehende Krankenhäuser im Kriegsfall durch Hilfskrankenhäuser zu ergänzen. Speziell für diesen Zweck gebaute Schutzraumeinrichtungen wie in der Bundesrepublik existierten jedoch nicht. Es wurden lediglich zur Einrichtung von Hilfskrankenhäusern geeignete Gebäude, wie z. B. Urlaubsunterkünfte des FDGB-Feriendienstes, erfasst und flächendeckend umfangreiche Lager mit medizinischem Material betrieben. Für die Durchführung des Klinikbetriebes wäre jeweils ein zugeordnetes Hauptkrankenhaus zuständig gewesen.

## Hilfskrankenhäuser im Zuge der COVID-19-Pandemie

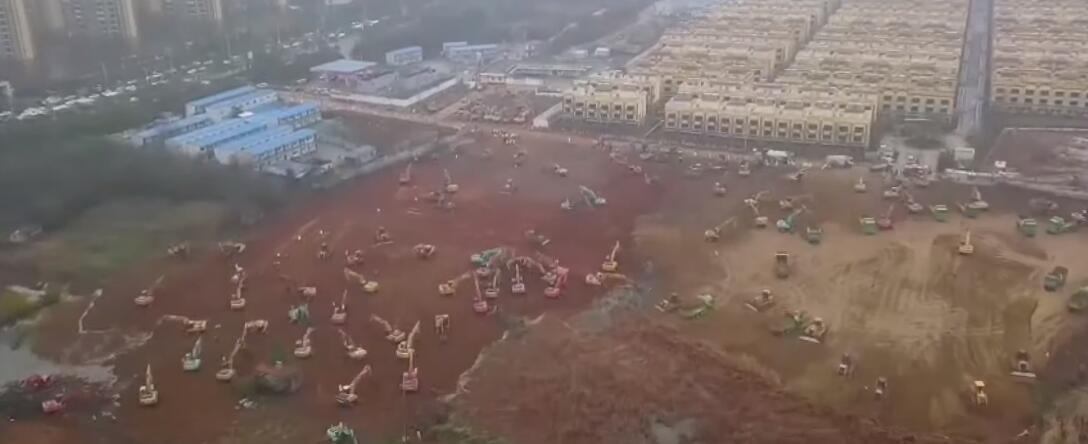
Bau des Huoshenshan-Notkrankenhauses in Wuhan, China im Januar 2020

Im Zuge der COVID-19-Pandemie kam es im Jahr 2020 weltweit vermehrt zur Einrichtung von Hilfskrankenhäusern, da das normale Gesundheitssystem in vielen Staaten durch die große Zahl an Erkrankten überlastet worden war. So entstanden in der besonders betroffenen chinesischen Stadt Wuhan innerhalb weniger Tage das Huoshenshan-Krankenhaus und das Leishenshan-Krankenhaus. Auch nahe Moskau entstand ein komplett neues Krankenhaus für COVID-19-Patienten. In weiteren Ländern wie Brasilien, Deutschland, dem Iran, Österreich, Spanien und den USA wurden beispielsweise Einkaufszentren, Sport- und Messehallen oder Stadien als Notkrankenhäuser genutzt. In Bayern sollten als Reaktion auf die Krise Hilfskrankenhäuser in den 26 Rettungsdienstbezirken eingerichtet werden. Ein Hilfskrankenhaus mit 1350 Betten im Messezentrum IFEMA in Madrid bestand vom 21. März bis zum 1. Mai 2020, in diesem Zeitraum wurden über 4000 Patienten behandelt.